# Иванов, Алексей Владимирович (украинский футболист)
Алексе́й Влади́мирович Ивано́в (укр. Олексій Володимирович Іванов; род. 9 января 1978, Артёмовск, Донецкая область) — украинский футболист, полузащитник.
За сборную Украины сыграл 1 товарищеский матч, 21 августа 2002 года вышел на 37 минуте вместо Владимира Мусолитина в матче с сборной Ирана.